# Valery Valynin
Valery Valynin (né le 10 décembre 1986 à Krasnodar) est un coureur cycliste russe. Spécialiste de la poursuite, il a été champion d'Europe de poursuite par équipes espoirs en 2004.

## Palmarès sur piste

### Coupe du monde
- 2006-2007
  - 3e de la poursuite à Los Angeles
  - 3e de la poursuite par équipes à Los Angeles

### Championnats d'Europe
- Valence 2004
  -  Médaillé d'argent de la poursuite par équipes juniors
- Fiorenzuola 2005
  -  Champion d'Europe de poursuite par équipes espoirs (avec Alexander Khatuntsev, Sergey Kolesnikov, Ivan Kovalev)
- Athènes 2006
  -  Médaillé d'argent de la poursuite par équipes espoirs
- Pruszkow 2008
  -  Médaillé d'argent de la poursuite par équipes espoirs

## Palmarès sur route

### Par années
- 2006
  - 2e du GP E.O.S. Tallinn
- 2007
  - 3e étape des Cinq anneaux de Moscou
- 2009
  - 2e de la Mayor Cup
- 2010
  - 2e du Grand Prix de Moscou
  - 3e du Grand Prix d'Adyguée

### Classements mondiaux
| Année           | 2007 | 2008 | 2009 | 2010 |
| --------------- | ---- | ---- | ---- | ---- |
| UCI Asia Tour   | 259e |      |      |      |
| UCI Europe Tour | 239e |      | 501e | 303e |